# D901 (Oise)
De D901 is een departementale weg in het Noord-Franse departement Oise. De weg loopt van Beauvais naar de grens met Somme. In Somme loopt de weg verder als D901 richting Abbeville.

## Geschiedenis
Oorspronkelijk was de D901 onderdeel van de N1. In 1973 werd de N1 verlegd over een oostelijker tracé (de huidige D1001 via Amiens) en de westelijke route overgedragen aan het departement Oise. De weg kreeg toen het nieuwe nummer D901.